# بال‌گوزو (پوسوف)
بال‌گوزو (به ترکی استانبولی: Balgözü) یک منطقهٔ مسکونی در ترکیه است که در پوسوف واقع شده‌است.